# El Vaivén
El Vaivén är en ort i Mexiko.   Den ligger i kommunen Cuajinicuilapa och delstaten Guerrero, i den södra delen av landet, 300 km söder om huvudstaden Mexico City. El Vaivén ligger 26 meter över havet och antalet invånare är 258.
Terrängen runt El Vaivén är huvudsakligen platt, men norrut är den kuperad. Terrängen runt El Vaivén sluttar söderut. Runt El Vaivén är det glesbefolkat, med 8 invånare per kvadratkilometer. Närmaste större samhälle är Barra de Tecoanapa, 7,8 km väster om El Vaivén. Omgivningarna runt El Vaivén är en mosaik av jordbruksmark och naturlig växtlighet.